# یوهانس ویلمسون
یوهانس ویلمسون (استونیایی: Johannes Villemson؛ ۲۵ مارس ۱۸۹۳ – ۲۲ مارس ۱۹۷۱) دونده اهل استونی بود.
وی در مسابقات دو ۸۰۰ متر و ۱۵۰۰ متر بازی‌های المپیک تابستانی ۱۹۲۰ شرکت کرده‌بود.